# Charles J. Nourse
Pour les articles homonymes, voir Nourse.
Charles Josephus Nourse (1er juin 1786-19 mars 1851) est un officier de l'Armée américaine (US Army) qui occupe le poste d'adjudant-général par intérim de l'armée américaine de 1822 à 1825.

## Biographie
Nourse est né à Brooklyn, dans l'État de New York, le 1er juin 1786. En 1808, il est chargé par le président James Madison de transmettre des messages privés à l'Angleterre. En 1809, il est nommé sous-lieutenant (second lieutenant) dans l'Armée. Il est promu lieutenant (first lieutenant) en 1812 et reçoit les brevets de capitaine (captain) (1813) et de major (1814). Nourse participe à la guerre de 1812 en tant qu'assistant du général James Wilkinson.
Il sert dans l'Armée jusqu'en 1827 et est adjudant-général par intérim de 1822 à 1825. Il démissionne de l'Armée pour devenir greffier en chef du ministère de la Guerre (Department of War), poste qu'il occupe jusqu'à son remplacement au début de l'administration d'Andrew Jackson, en 1829.
Après avoir quitté le ministère de la Guerre, Nourse réside à The Highlands, sa plantation de Washington, D.C..
Il meurt à Washington et est enterré au cimetière de Rock Creek (Rock Creek Cemetery).

## Source
- (en) Cet article est partiellement ou en totalité issu de l’article de Wikipédia en anglais intitulé « Charles Josephus Nourse » (voir la liste des auteurs).